# ポルノ女優

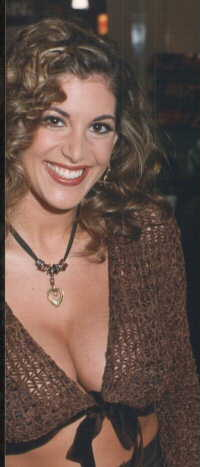
セレステ

ポルノ女優（ポルノじょゆう）とは、主にポルノ映画にて性的演技を行う女優。アダルトビデオに出演するAV女優とは区別される。

## 歴史

### 日本
アダルトビデオが一般化するまでの日本では、日活ロマンポルノに代表されるポルノ映画が性的好奇心を刺激し、性的興奮を得るための映像として利用されてきた。ポルノ映画出演をきっかけに人気を得て、宮下順子や美保純など一般映画やテレビに活動の場を移した例が存在し、芸能界への足がかりと考える者もいた。アダルトビデオに出演するAV女優とは明確に区別されるが小田かおるのようにポルノ女優からAV女優へ転向した例もある。

### 世界
日本以外ではアダルトビデオというジャンルが明確になく、ポルノグラフィ、XXXビデオとしてひとくくりにされることが多いため、日本でいうAV女優と同一視される。ただし国によってニュアンスが違うので注意が必要である。ポルノ出身で現在一般向け映画で活動している有名人にはサーシャ・グレイ、シベル・ケキリ、トレイシー・ローズなどが挙げられる。